# سوزانا روسن
سوزانا روسن، نام خانوادگی هسوئل (۱۷۶۲ – ۲ مارس ۱۸۲۴)، یک رمان‌نویس، شاعر، نمایش‌نامه‌نویس، نویسنده مذهبی، بازیگر تئاتر و معلم آمریکایی بود. او اولین زن جغرافیدان و یکی از حامیان اولیه آموزش زنان بود. او همچنین علیه برده‌داری نوشت.
روسن نویسنده رمان شارلوت تمپل در سال ۱۷۹۱ بود که تا زمان انتشار سریال کلبه عمو تام توسط هریت بیچر استو در سال‌های ۱۸۵۱–۱۸۵۲، پرفروش‌ترین کتاب در ادبیات آمریکا بود. او همچنین اولین کتاب درسی جغرافیای انسانی «خلاصه جغرافیای جهانی روسن» را در سال ۱۸۰۵ نوشت.

## زندگی‌نامه

### دوران کودکی

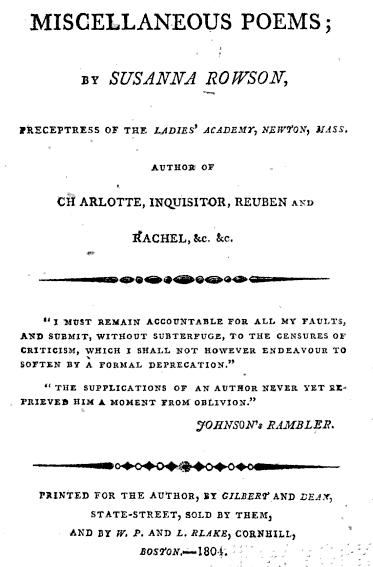
اشعار روسن، منتشر شده در سال ۱۸۰۴ توسط گیلبرت و دین، بوستون

سوزانا هسوئل در سال ۱۷۶۲ در پورتسموث، انگلستان به دنیا آمد. پدر او، نیروی دریایی سلطنتی ناوبان ویلیام هسوئل و همسر اولش، سوزانا موسگراو، که چند روز پس از تولد سوزانا درگذشت، بود. هنگامی که در بوستون خدمت می‌کرد، پدر او با ریچل وودوارد ازدواج مجدد کرد و خانواده دوم را تشکیل داد، و پس از بازگشت کشتی او به پورتسموث و از کار افتادن آن، به عنوان افسر گمرک بوستون منصوب شد و دخترش و یک خدمتکار را با خود به ماساچوست آورد.
در ژانویه ۱۷۶۷، هنگامی که به ماساچوست رسیدند، کشتی آن‌ها در جزیره لاولز در بندر بوستون به گل نشست و چند روز بعد خدمه و مسافران از لاشه کشتی نجات یافتند. آن‌ها در ننتسکت (که اکنون هال است) زندگی می‌کردند. دوست خانوادگی آن‌ها، جیمز اوتیس، به آموزش سوزانا توجه ویژه‌ای داشت. با آغاز انقلاب آمریکا، ستوان هسوئل تحت بازداشت خانگی قرار گرفت و خانواده به داخل کشور منتقل شدند و در هینگهام و ابینگتون، ماساچوست سکونت یافتند. در سال ۱۷۷۸، وضعیت سلامتی ضعیف او منجر به تبادل زندانی شد و خانواده از طریق هالیفاکس، نوا اسکوشیا به انگلستان فرستاده شدند و در نهایت در نزدیکی کینگستون آپون هال سکونت یافتند. اموال آمریکایی آن‌ها مصادره شد و آن‌ها در فقر نسبی زندگی کردند و مجبور شدند ملک پورتسموث را که پدربزرگ سوزانا برایش به جا گذاشته بود، بفروشند تا خانواده را تأمین کنند.
به عنوان یک فرماندار که در وست‌مینستر زندگی می‌کرد، او اولین اثر خود، ویکتوریا، را نوشت که به دوچس دوونشایر تقدیم کرده بود و در سال ۱۷۸۶ منتشر شد. در ۱۷ اکتبر همان سال، او با ویلیام روسن، یک بازرگان سخت‌افزار که از یک خانواده تئاتری می‌آمد، ازدواج کرد. ویلیام همچنین به عنوان یک نوازنده شیپور در گارد اسب‌های سلطنتی شناخته شده بود.

## قلم و صحنه
به عنوان یک فرماندار که در وست‌مینستر زندگی می‌کرد، او اولین اثر خود، ویکتوریا، را نوشت که به دوچس دوونشایر تقدیم کرده بود و در سال ۱۷۸۶ منتشر شد. در ۱۷ اکتبر همان سال، او با ویلیام روسن، یک بازرگان سخت‌افزار که از یک خانواده تئاتری می‌آمد، ازدواج کرد. ویلیام همچنین به عنوان یک شیپورزن گارد اسب‌های سلطنتی شناخته می‌شد. در سال ۱۷۹۱ در لندن، به عنوان 'خانم روسن'، او رمان معروف خود شارلوت: داستان حقیقت را منتشر کرد، که بعدها در آمریکا با نام شارلوت تمپل تجدید چاپ شد و اولین رمان پرفروش جدید این کشور شد. این داستان محبوب فریب و پشیمانی بیش از ۲۰۰ نسخه چاپی داشته است. این رمان منجر به بسیاری از جنجال‌ها شد، هم به دلیل محتوای آن و هم به دلیل اینکه آیا می‌تواند به عنوان یک رمان در نظر گرفته شود به دلیل تعداد صفحات کمی که داشت.